# Wu Xiaoxuan
Wu Xiaoxuan (吴小旋S, Wú XiǎoxuánP; Hangzhou, 26 gennaio 1958) è un'ex tiratrice a segno cinese.

## Palmarès

### Olimpiadi
- 2 medaglie:
  - 1 oro (Los Angeles 1984 nella carabina 50 metri tre posizioni)
  - 1 bronzo (Los Angeles 1984 nella carabina 10 metri aria compressa)